# Душан Ј. Поповић
Душан Ј. Поповић (Сурдук, код Старе Пазове, 28. март 1894 — Белегиш, код Старе Пазове, 28. април 1965) био је први историјски социолог у Србији.

## Биографија
Душан се школовао у родном Сурдуку и Сремским Карловцима. Као гимназијалац користио је стипендију из Задужбине Атанасије Бале. Студирао је историју на Филозофском факултету у Загребу и Бечу. Дпломирао је и докторирао у Загребу (1919), па радио извесно време као предавач на Трговачкој академији у Новом Саду. Затим је две године био на својеврсној специјализацији из социологије у Паризу, Бриселу и Лондону.
Био је професор на Катедри историјских наука, Филозофског факултета у Београду (асистент Историјског семинара 1921-1926, доцент 1926, ванредни професор 1930, редовни професор 1935-1941). Уређивао је "Гласник историјског друштва у Новом Саду" током његовог излажења (1928-1940). Бавио се историјом Срба у Хабзбуршкој монархији 17-19. века, као и прошлошћу Београда. Јавља се и као уредник зборника: "Војводина I и II", Нови Сад 1939-1940. године.
Његова књига и бројни написи и јавна предавања на тему Цинцари, изазвали су отпор и негодовања у делу научне јавности. Сматрали су његови неистомишљеници да је претеривао и преувеличавао број и улогу богатих Цинцара на српско грађанског друштво. Са Поповићем је започео у новинама полемику Драгиша Лапчевић; Лапчевић је чак аутор брошуре "Цинцарство у Србији - Београду и србијанским градовима".
Пензионисан је Поповић као професор Универзитета у Београду 1945. године. Посветио је Београду своју последњу књигу "Београд кроз векове", објављену 1964. године.
Између два светска рата на Катедри историјских наука увео предавања из историјске социологије, будући да је изабаран за доцента с тим «да на Филозофском факултету предаје историју Срба на социолошкој основи». Настојао је да историјску грађу излаже према социолошким начелима. Објашњавао политичке сукобе у Краљевини Југославији различитим културно-историјским коренима српске и хрватске елите.

## Одабрана дела
- Војводина, I, Бачка (1925)
- Поповић, Душан Ј. (1937). О Цинцарима: Прилози питању постанка нашег грађанског друштва (2. допуњено изд.). Београд.
- Поповић, Душан Ј. (1930). О хајдуцима. 1. Београд: Народна штампарија.
- Поповић, Душан Ј. (1931). О хајдуцима. 2. Београд: Народна штампарија.
- Поповић, Душан Ј. (1935). Београд пре 200 година. Београд.
- Поповић, Душан Ј. (1950). Срби у Срему до 1736/7: Историја насеља и становништва. Београд: Српска академија наука.
- Поповић, Душан Ј. (1950). Србија и Београд од Пожаревачког до Београдског мира (1718-1739). Београд: Српска књижевна задруга.
- Поповић, Душан Ј. (1952). Срби у Бачкој до краја осамнаестог века: Историја насеља и становништва. Београд: Научна књига.
- Поповић, Душан Ј. (1952). Срби у Будиму од 1690 до 1740. Београд: Српска књижевна задруга.
- Поповић, Душан Ј. (1954). Велика сеоба Срба 1690: Срби сељаци и племићи. Београд: Српска књижевна задруга.
- Поповић, Душан Ј. (1955). Срби у Банату до краја осамнаестог века: Историја насеља и становништва. Београд: Научна књига.
- Поповић, Душан Ј. (1957). Срби у Војводини. Књ. 1: Од најстаријих времена до Карловачког мира 1699. Нови Сад: Матица српска.
- Поповић, Душан Ј. (1959). Срби у Војводини. Књ. 2: Од Карловачког мира 1699 до Темишварског сабора 1790. Нови Сад: Матица српска.
- Поповић, Душан Ј. (1963). Срби у Војводини. Књ. 3: Оо Темишварског сабора 1790 до Благовештенског сабора 1861. Нови Сад: Матица српска.
- Поповић, Душан Ј. (1964). Београд кроз векове. Београд: Туристичка штампа.